# Oxygen Not Included
 (janvier 2018).
Si vous disposez d'ouvrages ou d'articles de référence ou si vous connaissez des sites web de qualité traitant du thème abordé ici, merci de compléter l'article en donnant les références utiles à sa vérifiabilité et en les liant à la section « Notes et références ».
Oxygen Not Included est un jeu vidéo de simulation et de gestion de colonie spatiale développé et édité par Klei Entertainment. Disponible en accès anticipé sur PC en février 2017, le jeu est sorti en version définitive le 30 juillet 2019.
Le joueur doit gérer ses colons (appelés « duplicants ») fraîchement débarqués sur un astéroïde en donnant des ordres (creuser dans l'astéroïde, construire des infrastructures, assurer la production d'oxygène, d'eau, de nourriture...).

## Système de jeu
Au début d’une nouvelle partie, trois colons se retrouvent dans un astéroïde avec des poches isolées d’atmosphère respirable, sans aucun souvenir de la façon dont ils y sont arrivés. Le joueur est chargé de gérer et de prendre soin de ses « duplicants » qui tentent de survivre et de créer une colonie spatiale improvisée et durable. Le joueur doit surveiller la faim, les déchets et les niveaux d'oxygène des colons pour les maintenir en vie. Le monde de chaque jeu est généré de manière procédurale, bien qu’il y ait un système de graine de génération. Alors que les zones initiales contiennent une atmosphère respirable, les autres biomes manquent d'oxygène, nécessitant une préparation appropriée par les colons avant qu'ils explorent ces zones. Le jeu possède une mécanique des gaz pour permettre notamment aux gaz de se répandre, certains comme l’hydrogène allant vers le haut tandis que d’autre comme le CO2 ont tendance à descendre au fond de la base. Les liquides coulent vers le bas, permettant de créer des réservoirs.
Pour gérer la colonie, le joueur doit gérer plusieurs aspects (électricité, oxygénation, température, etc.) de sa base qui sont mis en lumière par des filtres.
Pour aider à établir la colonie, le joueur demande aux colons d'effectuer certaines tâches, telles que l'extraction de ressources, la production de nourriture, la fabrication de matériel, la recherche de nouvelles technologies et le maintien de leur propre santé par l'alimentation, le repos et l'hygiène. Le joueur ne contrôle pas directement les colons et fournit à la place des instructions classées par ordre de priorité, à partir desquelles les colons suivront au mieux selon leurs capacités. Par exemple, le joueur peut commander la construction d’une porte ; ce qui permettra aux colons de collecter et livrer les matériaux nécessaires à la fabrication de la porte, de miner les blocs à l’emplacement de la porte, puis de construire la porte. Si les colons ne peuvent pas accéder à une source de cuivre pour la porte ou ne peuvent pas accéder à son emplacement de construction, la tâche restera inachevée car les colons iront accomplir d'autres tâches qu'ils peuvent effectuer. Les colons ont des statistiques qui déterminent leur efficacité à effectuer certaines tâches et hiérarchisent celles pour lesquelles ils sont le mieux adaptés. Les compétences de ces colons peuvent être améliorées avec le temps et la pratique.

## Distribution
Le jeu est disponible en accès anticipé sur Steam depuis février 2017 et sur l'Epic Games Store depuis début 2019. Le jeu est sorti en version définitive le 30 juillet 2019,. Le jeu est officiellement dans quatre langues dont l'anglais, le français n'est pas officiellement proposé par l'éditeur mais un mod diffusé sur Steam permet de jouer intégralement en français.

## Accueil
En 2020, le jeu est nommé parmi les jeux de stratégie et simulation de l'année aux DICE Awards.